# Camponotus zavo
Camponotus zavo  (лат.) — вид муравьёв-древоточцев рода Кампонотус (Camponotus). Мадагаскар.

## Распространение
Эндемик юго-восточной части острова Мадагаскар. Провинция Антананариву (Forêt de galerie); Анциранана (SAVA Region, District of Sambava, Marojejy National Park); Фианаранцуа (Kianjavato, Forêt Classée Vatovavy, Vatovavy Fitovinany Region, Ranomafana National Park); Туамасина (Andasibe National Park); Тулиара (Parc National Andohahela); в лесах до 1520 м; в мёртвой древесине.

## Описание
Длина рабочих от 5 до примерно 1 см (солдаты). От близких видов отличается тем, что скапус усика и брюшко с обильным прижатым опушением, округлым соединением спинки и боков пронотума (у C. varatra это соединение резко угловатое), мезоплеврон вместе с поверхностью проподеума отчётливо шире латеральных части пронотума, верхняя и покатая поверхности проподеума почти равны по длине, дорзум головы и мезонотума блестящий (как и у C. varatra и C. tratra), выпуклой с двух сторон формой узелка петиоля, а также морфометрическими пропорциями. Основная окраска тела чёрная; брюшко, усики и ноги коричневые.
Верхнебоковые края проподеума окаймлённые или с резким килем, проподеальная поверхность вогнутая, переднебоковые углы пронотума окаймлённые, передние тазики крупнее чем ширина мезоплеврона груди, проподеальный дорзум резко переходит вниз к месту соединения с петиолем. Мандибулы треугольной формы с 6 зубцами, увеличивающиеся в размере к вершине. Усики 12-члениковые и прикрепляются на некотором расстоянии от заднего края наличника. Максиллярные щупики состоят из 6 члеников, а лабиальные — из 4. Промезонотальный шов развит. Проподеальные лопасти и метаплевральные железы отсутствуют. На средних и задних голенях по одной шпоре. Стебелёк между грудкой и брюшком состоит из одного членика (петиолюс), несущего вертикальную чешуйку. Жало отсутствует. Вид был впервые описан в 2016 году малагасийским мирмекологом Жан-Клодом Ракотонирина (Jean Claude Rakotonirina, Madagascar Biodiversity Center, Антананариво, Мадагаскар) и американскими энтомологами Шандором Чёсом (Sandor Csősz) и Брайаном Фишером (Brian Lee Fisher; California Academy of Sciences, Сан-Франциско, США).
Включён в состав видовой группы Camponotus edmondi.